# Jelena Lašmanovová
Jelena Anatoljevna Lašmanovová (rusky: Елена Анатольевна Лашманова – Elena Anatoljevna Lašmanova; * 9. dubna 1992 Saransk, Mordvinsko) je ruská atletka, olympijská vítězka, mistryně světa a časem 1.25:02 držitelka světového a olympijského rekordu v chůzi na 20 km. Za své výkony byla později nominována mezi deset kandidátek, ze kterých byla vybrána nejlepší atletka světa roku 2012.

## Kariéra
Jejím prvním velkým mezinárodním úspěchem byl zisk zlaté medaile na MS v atletice do 17 let v italském Brixenu v roce 2009, kdy zvítězila v chůzi na 5000 metrů. O rok později se stala v kanadském Monctonu juniorskou mistryní světa v chůzi na 10 000 metrů (44:11,90). V roce 2011 přidala do sbírky rovněž titul juniorské mistryně Evropy. V estonském Tallinnu navíc časem 42:59,48 vytvořila nový juniorský světový rekord v chůzi na 10 000 metrů.

### 2012
18. února 2012 se na národním šampionátu v Soči časem 1.26:30 kvalifikovala na olympiádu do Londýna, když v závodě na 20 km obsadila druhé místo. Rychlejší byla jen Elmira Alembekovová, která trasu zdolala v čase 1.25:27. 13. května 2012 vyhrála v ruském Saransku Světový pohár ve sportovní chůzi, když trať dlouhou 20 km zvládla v čase 1.27:38. Na Letních olympijských hrách 2012 v Londýně se svými výkony zařadila mezi adeptky na medaili. V polovině trati se držela na čtvrté pozici. Na osmnáctém kilometru ztrácela na krajanku Kaniskinovou 17 sekund a tuto ztrátu dokázala nakonec stáhnout. Cílem prošla jako první v novém světovém rekordu, jehož hodnota je 1.25:02. Stříbro získala Olga Kaniskinová, která závod dokončila o sedm sekund později a bronz vybojovala Číňanka Čchie-jang Šen-ťie v čase 1.25:16. Tímto výsledkem se stala zároveň nejmladší olympijskou vítězkou v této disciplíně, která je na programu olympijských her od roku 2000, kdy nahradila poloviční, desetikilometrovou trať.

### Doping
V březnu 2022 dostala dvouletý zákaz, se zpětnou platností od března 2021, a všechny její výsledky byly od 18. února 2012 do 3. ledna 2014 diskvalifikovány za užívání zakázaných látek.

### Osobní rekordy
- 10 000 m chůze (stadion) – 42:59,48 – 21. července 2012, Tallinn
- 20 km chůze (silnice) – 1.25:02 – 11. srpna 2012, Londýn - Současný evropský rekord